# Lynndie England
Pour les articles homonymes, voir England.
Lynndie Rana England, née le 8 novembre 1982 à Ashland, dans le Kentucky (aux États-Unis), est une ancienne soldate réserviste et criminelle de guerre américaine, qui s'est fait connaître pour son implication dans le scandale d'Abou Ghraib. Elle fait partie des onze militaires condamnés en 2005 par des cours martiales de l'armée pour avoir maltraité des détenus et avoir commis d'autres crimes liés à la torture et aux sévices infligés dans la prison d'Abou Ghraib à Bagdad pendant l'occupation de l'Irak. Elle est condamnée à trois ans de prison et est radiée de l'armée. Lynndie England est incarcérée du 27 septembre 2005 au 1er mars 2007, date à laquelle elle est libérée sous condition.

## Biographie

### Jeunesse
Lynndie Rana England naît dans une famille pauvre à Ashland, dans le Kentucky. À l'âge de deux ans, elle déménage avec sa famille à Fort Ashby, en Virginie occidentale. Elle grandit dans un parc de maisons mobiles avec sa mère, Terrie Bowling England, et son père, Kenneth England, cheminot, qui travaillait dans une gare de Cumberland, dans le Maryland. Elle aspirait à être une chasseuse d'orages. Jeune enfant, Lynndie England est diagnostiquée d'un mutisme sélectif. Elle n'est pas maltraitée ou violée dans son enfance.
Lynndie England rejoint l'armée de réserve des États-Unis à Cumberland en 1999, alors qu'elle était junior à l'école secondaire de Frankfort, près de Short Gap. Au cours de sa première année d'école secondaire, elle travaille comme caissière dans un supermarché IGA, et épouse un collègue de travail, James Fike, en 2002. Au moment de son mariage, Xavier Amador (le psychologue judiciaire de Lynndie England) affirme qu’elle est une chrétienne évangélique. Elle souhaite également gagner de l’argent pour étudier à l’université et pouvoir devenir une chasseuse d'orages. Elle est également membre des Future Farmers of America. Après avoir obtenu son diplôme de l'école secondaire de Frankfort en 2001, elle travaille de nuit dans une usine de transformation du poulet à Moorefield, qu'elle quitte pour des raisons "éthiques",.
En novembre 2002, encore mariée, elle rencontre Charles Graner, de quinze ans son aîné, sur la base des réservistes de la 372e compagnie de police militaire.

### Départ pour l'Irak

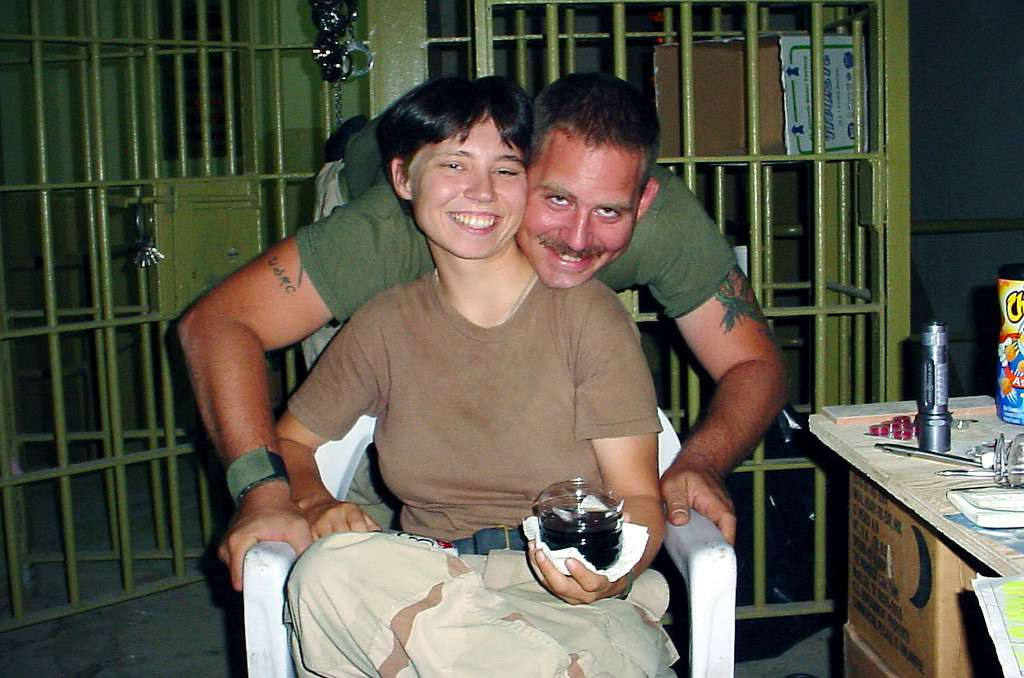
Lynndie England et Charles Graner, dans la prison d'Abou Ghraib, en 2003.

Elle est envoyée en Irak en juin 2003. Lynndie England est mobilisée avec son unité de réserve de l'armée et est postée à Bagdad, à la prison d'Abou Ghraib, en mars 2003, afin d'exercer des fonctions de garde. Fin 2003, avec d'autres soldats, elle fait l'objet d'une enquête pour mauvais traitements infligés à des prisonniers de guerre irakiens, dont des abus sexuels et tortures physiques et psychologiques, après que des photographies montrant des prisonniers maltraités sont dévoilées.

Alors que des accusations sont en cours devant la cour martiale générale, Lynndie England est transférée au centre médical militaire de Womack à Fort Bragg, en Caroline du Nord, le 18 mars 2004, en raison de sa grossesse,. Elle donne naissance à un fils, Carter Allan England, que son père biologique, Charles Graner ne reconnait pas. Sa cour martiale est prévue pour septembre 2005 pour inculpation de complot (ou conspiration) en vue de maltraiter des prisonniers et coups et blessures.

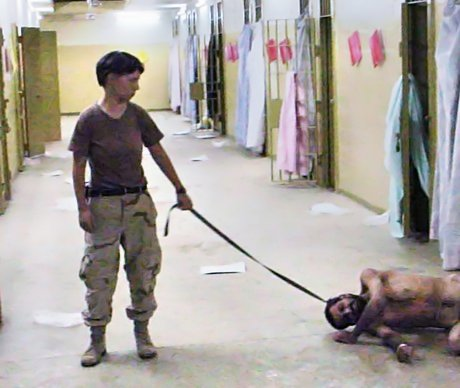
Lynndie England tenant une laisse attachée à un détenu irakien.

En avril 2004, l'émission 60 Minutes rend publique des photos de tortures infligées à des prisonniers irakiens dans la prison d'Abou Ghraib. Lynndie England se trouve parmi les soldats américains photographiés, tenant un prisonnier en laisse. La majorité des photos sont prises par son époux de l'époque, Charles Graner.

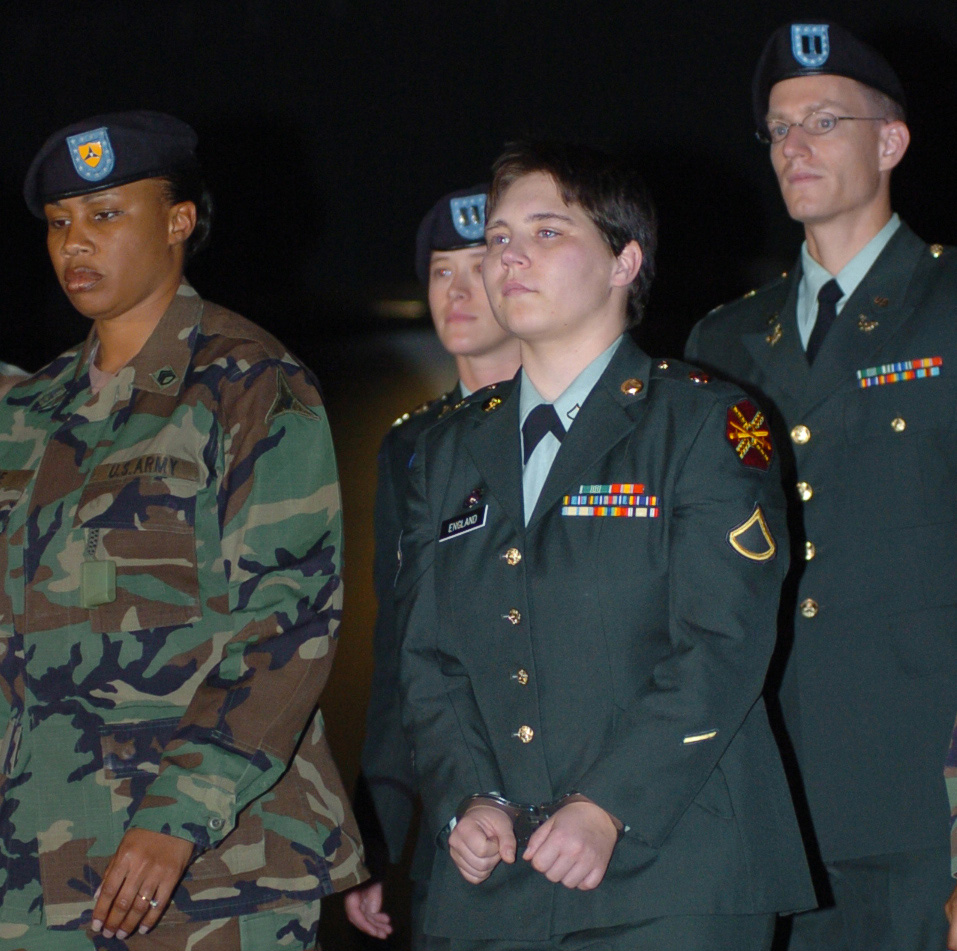
Lynndie England escortée à l'extérieur du centre judiciaire Williams à Fort Hood après avoir été condamnée à trois ans de prison.

Le 30 avril 2005, elle accepte de négocier un plaidoyer, dans lequel elle convient de plaider coupable de quatre chefs de mauvais traitements infligés à des prisonniers, de deux chefs de complot et d’un chef de manquement au devoir. En échange, les procureurs auraient abandonné deux autres accusations, d'actes indécents et du non-respect d'un ordre légitime. Cela aurait réduit sa peine maximale de 16 à 11 ans si le juge militaire l'avait acceptée.
En mai 2005, le juge militaire et colonel James Pohl prononce l'annulation du procès, au motif qu’il ne pouvait accepter son plaidoyer de culpabilité pour complot avec Charles Graner dans le but de maltraiter des détenus, après que celui-ci eut témoigné qu’il croyait qu'en attachant la lanière autour du cou du détenu nu et en demandant à Lynndie England de prendre la photo avec lui, il documentait un recours légitime à la force. Il est finalement reconnu coupable de toutes les accusations et condamné à 10 ans de prison.
À son nouveau procès, le 26 septembre 2005, Lynndie England est déclarée coupable d'un chef d'accusation de complot, de quatre chefs de mauvais traitements infligés à des détenus et d'un chef de commission d'actes indécents. Elle est acquittée pour un deuxième chef d'accusation de complot. Le lendemain, elle est condamnée à trois ans de prison et à l'exclusion de l'armée des États-Unis pour cause d'indignité. Lors du verdict, elle s'excuse pour son comportement.
Lynndie England est incarcérée à la Naval Consolidated Brig, Miramar. Elle est mise en liberté conditionnelle le 1er mars 2007, après avoir purgé 521 jours. Elle reste en liberté conditionnelle jusqu'en septembre 2008, à la fin de sa peine de trois ans, après quoi elle est libérée. Après avoir purgé sa peine, elle retourne à Fort Ashby, en Virginie occidentale, et reste avec ses amis et sa famille.
Des membres du Sénat des États-Unis auraient examiné d'autres photographies fournies par le département de la Défense, qui n'ont pas encore été rendues publiques. Il y a eu beaucoup de spéculations sur le contenu de ces photos. Dans une interview de mars 2008, Lynndie England déclare, en réponse à une question concernant ces images inédites : « Vous voyez les chiens mordre les prisonniers. Ou vous voyez les traces de morsures des chiens. Vous pouvez voir des PM [policiers militaires] retenir un prisonnier pour qu'un médecin puisse lui donner un coup ».
Le 9 juillet 2007, Lynndie England est nommée au conseil des loisirs bénévoles de Keyser. En juillet 2009, elle publie Tortured: Lynndie England, Abu Ghraib and the Photographs that Shocked the World, une biographie comportant une tournée promotionnelle qui, espérait-elle, réhabiliterait son image. En 2009, après avoir été rejetée par l'armée, elle prend des antidépresseurs et souffre également de trouble de stress post-traumatique et d'anxiété. Même si elle a eu du mal à trouver un emploi, à partir de 2013, elle trouve un travail saisonnier en tant que secrétaire.

## Entretiens avec les médias
Dans une interview accordée à KCNC-TV, une chaîne de télévision affiliée à Denver CBS, le 11 mai 2004, Lynndie déclare qu'elle a été « chargée par des personnes de rang supérieur » de commettre des actes de violence pour des raisons psychologiques, et qu'elle devait continuer à le faire, parce que cela a fonctionné comme prévu. Lynndie England a noté qu'elle se sentait « étrange » lorsqu'un officier supérieur lui a demandé de faire des choses telles que : « Reste là, lève les pouces et souris ». Cependant, elle a estimé qu’elle ne faisait « rien d’extraordinaire ».
En mars 2008, Lynndie England déclare au magazine allemand Stern que les médias étaient responsables des conséquences du scandale d'Abou Ghraib :

« Si les médias n'avaient pas exposé les images à ce point, des milliers de vies auraient été sauvées... Oui, j'ai pris les photos mais je ne l'ai pas fait dans le monde entier,. »

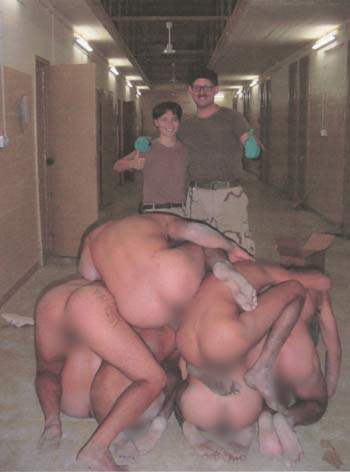
Lynndie England et Charles Graner avec une pyramide humaine de prisonniers irakiens nus.

Interrogée sur la photo d'elle posant avec Charles Graner devant une pyramide d'hommes nus, elle répond :

« Au moment où je me suis dit que j'aimais cet homme [Charles Graner], je fais confiance à cet homme au prix de ma vie, d'accord, puis il dit, eh bien, il y en a sept [prisonniers irakiens] et c'est un espace tellement fermé que ça va les garder ensemble car ils doivent se concentrer pour rester sur la pyramide au lieu de nous faire quelque chose. »

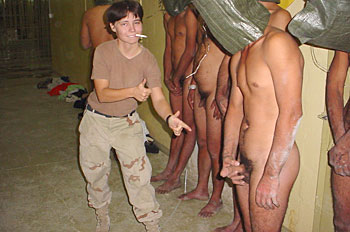
Lynndie England pointant du doigt un prisonnier nu obligé de se masturber devant elle.

Interrogée sur l'image qui la montrait pointant vers un homme contraint de se masturber, elle a de nouveau évoqué ses sentiments pour Graner à l'époque :

« Graner et Frederick ont essayé de me convaincre de me prendre en photo avec ce type. Je ne voulais pas, mais ils étaient vraiment persistants à ce sujet. À l'époque, je ne pensais pas que c'était quelque chose qui devait être documenté, mais j'ai écouté Graner. J'ai fait tout ce qu'il voulait que je fasse. Je ne voulais pas le perdre. »

Dans une interview accordée à The Guardian , le 16 janvier 2009, elle réitère « ... qu'elle a été incitée à poser pour les photographies par son amoureux du moment et ancien compagnon d'armes, Charles Graner ».
Lynndie England déclare :

« Ils ont dit au procès que les figures d'autorité m'intimidaient vraiment. Je cherche toujours à plaire. Ils ont dit que l'une des raisons pour lesquelles Graner m'intimidait facilement était parce que je le voyais comme une figure d'autorité. Donc j'étais vraiment conforme. »

Le 13 août 2009, dans un entretien diffusé sur le site de l'émission Newsnight, Lynndie England estime que les humiliations qu'elle et ses collègues ont fait endurer aux détenus n'étaient pas inacceptables puisqu'elles avaient pour but de leur extirper d'importantes informations.
« En comparaison avec ce (que les Irakiens) nous auraient fait, c'est presque rien. Si vous y pensez, au même moment, (les Irakiens) coupaient la tête de nos gars. Ils brûlaient leurs corps. Les traînaient dans les rues de Bagdad. Les pendaient à des ponts », affirme Lynndie England.
Selon Lynndie England, les techniques utilisées pour « casser » les détenus d'Abou Ghraib seraient monnaie courante même sur le sol américain, et « tout le monde est passé à travers ce genre de tactiques d'humiliation pendant les camps d'entraînement de l'armée américaine ».
En 2012, après sa libération, elle déclare lors d'une interview pour The Daily, « leur vie est meilleure, ils s'en sortent mieux. Ils n'étaient pas innocents. Ils essaient de nous tuer et on voudrait que je leur présente des excuses ? C'est comme si l'on demandait pardon à l'ennemi », à propos des prisonniers irakiens maltraités,.
Elle exprime un regret pour la mort d'Américains dans des représailles irakiennes : « J'y pense tout le temps, à ces morts que j'ai indirectement causées. Perdre des gens de notre côté parce que j'apparais sur une photo ». Elle avoue aussi ne pas réussir à trouver de travail à cause de son casier judiciaire.